# Лёпка, Роман Юрьевич
Рома́н Ю́рьевич Лёпка (укр. Роман Юрійович Льопка; род. 26 января 1997, Первома́йск, Николаевская область) — украинский футболист, вратарь клуба «Кудровка».

## Биография
Родился в городе Первомайске, в Николаевской области. В чемпионате ДЮФЛ Украины выступал за команду Симферопольского училища олимпийского резерва (46 игр, 68 пропущенных голов). С 2014 года — в составе «Звезды». В том же году провёл первую игру за основную команду. В сезоне 2015/16 в составе клуба стал победителем Первой лиги чемпионата Украины (провёл 2 игры, пропустил 2 гола). 18 марта 2017 года дебютировал в украинской Премьер-лиге, выйдя в стартовом составе в выездном матче против полтавской «Ворсклы». Первый матч в высшем дивизионе отстоял на «ноль».

## Достижения
- Победитель первой лиги Украины: 2015/16